# Curt Bergsten
Curt Bergsten, teilweise auch Kurt Bergsten geschrieben, (* 24. Juni 1912; † 21. Juli 1987) war ein schwedischer Fußballspieler. Der Mittelfeldspieler nahm mit der schwedischen Nationalmannschaft an der Weltmeisterschaft 1938 teil.

## Werdegang
Bergsten spielte in den 1930er und 1940er Jahren für Landskrona BoIS. An der Seite von Spielern wie Harry Nilsson, Erik Persson und Knut Hansson lief er in der Allsvenskan auf und belegte mit der Mannschaft Plätze im Mittelfeld der Liga.
Bergstens gute Leistungen für seinen Klub führten zu Nationalmannschaftsnominierungen. Im Juni 1935 setzte ihn das Auswahlkomitee erstmals in der Nationalelf ein, als er an der Seite von Ernst Andersson, Anders Rydberg und Nils Axelsson zum 3:1-Erfolg über Dänemark beitrug. Im Herbst des Jahres erzielte er beim 7:1-Sieg über die rumänische Nationalmannschaft seinen einzigen Länderspieltreffer. In der Folge trug er unregelmäßig das schwedische Nationaljersey, stand jedoch im Kader der Auswahl für die Weltmeisterschaftsendrunde 1938. Das Turniergeschehen verfolgte er wiederum von außerhalb des Spielfeldes, ein Einsatz war ihm nicht vergönnt. Sein sechstes und letztes Länderspiel hatte er kurz vor dem Turnier beim 3:3-Unentschieden gegen Lettland absolviert.